# Polonia en los Juegos Olímpicos de la Juventud 2018
Polonia compitió en los Juegos Olímpicos de la Juventud 2018 en Buenos Aires, Argentina, celebrados entre el 6 y el 18 de octubre de 2018. Obtuvo una medalla de plata y tres medallas de bronce en los juegos.

## Medallero
| Medalla       | Oro | Plata | Bronce | Total |
| ------------- | --- | ----- | ------ | ----- |
| Total oficial | 0   | 1     | 3      | 4     |

## Voleibol playa
Polonia clasificó a un equipo femenino por su desempeño en la final de la Copa Continental Juvenil Europea 2017-18.
- Torneo femenino - 1 equipo de 2 atletas

## Canotaje
Polonia clasificó un barco por su rendimiento en el evento de Clasificación Mundial de 2018.
- K1 masculino - 1 bote

## Ciclismo
Polonia clasificó a un equipo combinado femenino y masculino en función de su clasificación en el Ranking Nacional de los Juegos Olímpicos de la Juventud.
- Equipo masculino - 1 equipo de 2 atletas
- Equipo femenino - 1 equipo de 2 atletas

## Baile deportivo
Polonia clasificó a un bailarín en base a su desempeño en el Campeonato Mundial Juvenil de 2018.
- Masculino - 1 plaza

## Esgrima
Polonia clasificó a dos atletas en base a su desempeño en el Campeonato Mundial de 2018.
- Masculino - Maciej Bem
- Femenino - Magdalena Lawska

## Pentatlón moderno
Polonia clasificó a un pentatleta por su desempeño en el Clasificatorio Europeo de los Juegos Olímpicos de la Juventud.
- Individual masculino - Kamil Kasperczak

## Vela
Polonia clasificó dos botes en esta disciplina.
- Techno 293+ masculino - 1 bote
- IKA Twin Tip Racing masculino - 1 bote
- Techno 293+ femenino - 1 bote

## Tiro deportivo
Polonia clasificó a una tiradora en función de su rendimiento en los Campeonatos de Europa 2018.
- 10m rifle femenino - 1 plaza

## Escalada
Polonia clasificó a una escaladora según su rendimiento en el Campeonato Mundial Juvenil de Escalada Deportiva de 2017.
- Femenino - 1 plaza (Aleksandra Kalucka)